# Ivo Chundro
Ivo Chundro (Heemstede, 24 maart 1976) is een Nederlands danser, zanger, musicalacteur en stemacteur.
Chundro bracht zijn middelbareschoolperiode door op Curaçao. Na het behalen van zijn vwo-diploma verhuisde hij naar Amsterdam, waar hij begon aan een opleiding aan de Dansacademie van Lucia Marthas.

## Danser
Hij trad op op in verschillende producties, zoals het ballet van de opera Aida in de Amsterdam ArenA. Chundro ging op tournee met Enrique Iglesias en Kylie Minogue, daarnaast danste hij ook bij René Froger en Linda Wagenmakers.

## Televisie
Chundro werkte mee aan een groot aantal televisieprogramma's waaronder de Soundmixshow, de Sterrenplaybackshow, Dat staat je goed, De Surpriseshow en Monte Carlo. Daarnaast vervult hij een aantal gastrollen in series als Spangen, Kees & Co, Costa! de Serie en de Hans Kesting Show. In 2008 was hij jurylid in het televisieprogramma Dancing Queen op SBS6. Ivo was te zien in seizoen 2 van Fort Boyard, waar hij plaats nam in het musical team.
In 2019 was Chundro te zien als een van de 100-koppige jury in het televisieprogramma All Together Now.

## Film
Chundro speelt mee in de Telekids-film Het Monster van Toth en de film Costa!. In 2004 vertolkte hij de rol van Sanjay in de korte film "Over rozen" die een Tuschinski Film Award won.

## Musical
- Boyband (2000/2001) – Matt
- Aida (2001/2002) – ensemble, 1e understudy van Mereb en Radames
- Alladin (2002) – Alladin
- Fame (2003) – Tyrone (Duitsland)
- Footloose (2004) – Ensemble (Duitsland en Oostenrijk)
- Jesus Christ Superstar (2005/2006) – Ensemble
- HONK! (2006) – Lelijk
- Musicals in Ahoy' (2006) – danser
- Fame (2007/2008) – Tyrone (Nederland)
- The Wild Party (2008) – Eddie de bokser
- Evita- Ensemble & understudy Che
- Five Guys Named Moe (2009) – Nomax
- Joseph and the Amazing Technicolor Dreamcoat (2010) – ensemble en 1e understudy Joseph (sinds 19 januari 2010)[1]
- Cirque Stiletto (2010) – Danser en solist
- We Will Rock You (2010/2011) – 1e understudy Britt en Galileo.
- The Wild Party (2011) – Eddie de bokser
- The Little Mermaid (2012/2013) – Ensemble, understudy Prins Erik en understudy Triton
- Musicals Gone Mad (2012) solist
- Circus Stiletto 2 (2013) – Ensemble
- Sister Act! (2014) – Ensemble, understudy TJ
- The Rozettes (2014) – Kenny
- Lelies (2015) – Lydie Anne De Rozier
- Rent (2016) – Tom Collins
- CARO (2019 - heden) – Meneer Tijd

## Creative
- The Bodyguard (2016) – Associate Choreograaf
- HAIR (2017) – Assistent Choreograaf
- CARO (2019 - heden) – Choreograaf
- Wordt later aangevuld.

## Stemacteur
Chundro de Nederlandse stem van Sam Wilson / Falcon in Lego Marvel Super Heroes: Avengers Reassembled, Lego Marvel Super Heroes: Maximum Overload, Avengers Assemble, Ultimate Spider-Man en de Disney Infinity spellen.
Hij spreekt ook de stem van Victor Aldertree in Shadowhunters: The Mortal Instruments en de stem van de chief van Rug voor de film Raya and the Last Dragon uit 2021. In 2022 sprak hij de stem in van Nazim in aflevering 7 (seizoen 18) van Peperbollen. In 2024 sprak hij de stem in van Masego voor de film Mufasa: The Lion King.

## Nominaties
John Kraaijkamp Musical Award
- Beste mannelijke bijrol in een kleine musical – The Wild Party (2009)
- Beste Mannelijke Hoofdrol in een Kleine Musical – HONK! (2007)
- Beste Mannelijke Hoofdrol – Alladin (2003)